# Hans Hoffmann (Schriftsteller)

Hans Hoffmann, undatierte Fotografie

Hans Hoffmann (* 27. Juli 1848 in Stettin; † 11. Juli 1909 in Weimar; eigentlich Johannes Friedrich Karl Hoffmann) war ein deutscher Schriftsteller. In seinen Novellen und Romanen behandelte er auch seine Heimat Pommern. Ab 1902 war er Generalsekretär der Deutschen Schillerstiftung in Weimar. 

## Leben

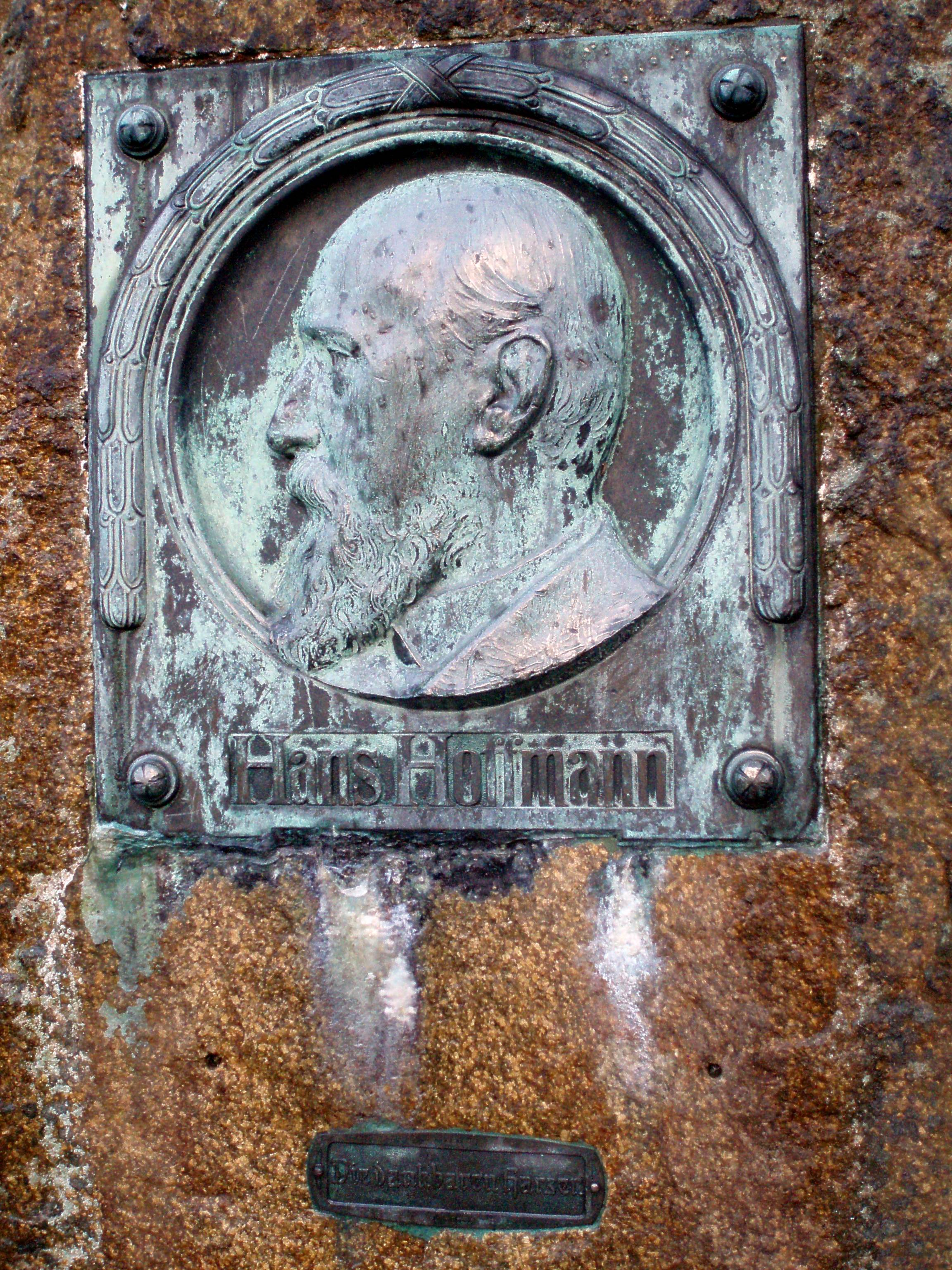
Gedenkstein für Hans Hoffmann in Wernigerode, errichtet vom Harzklub

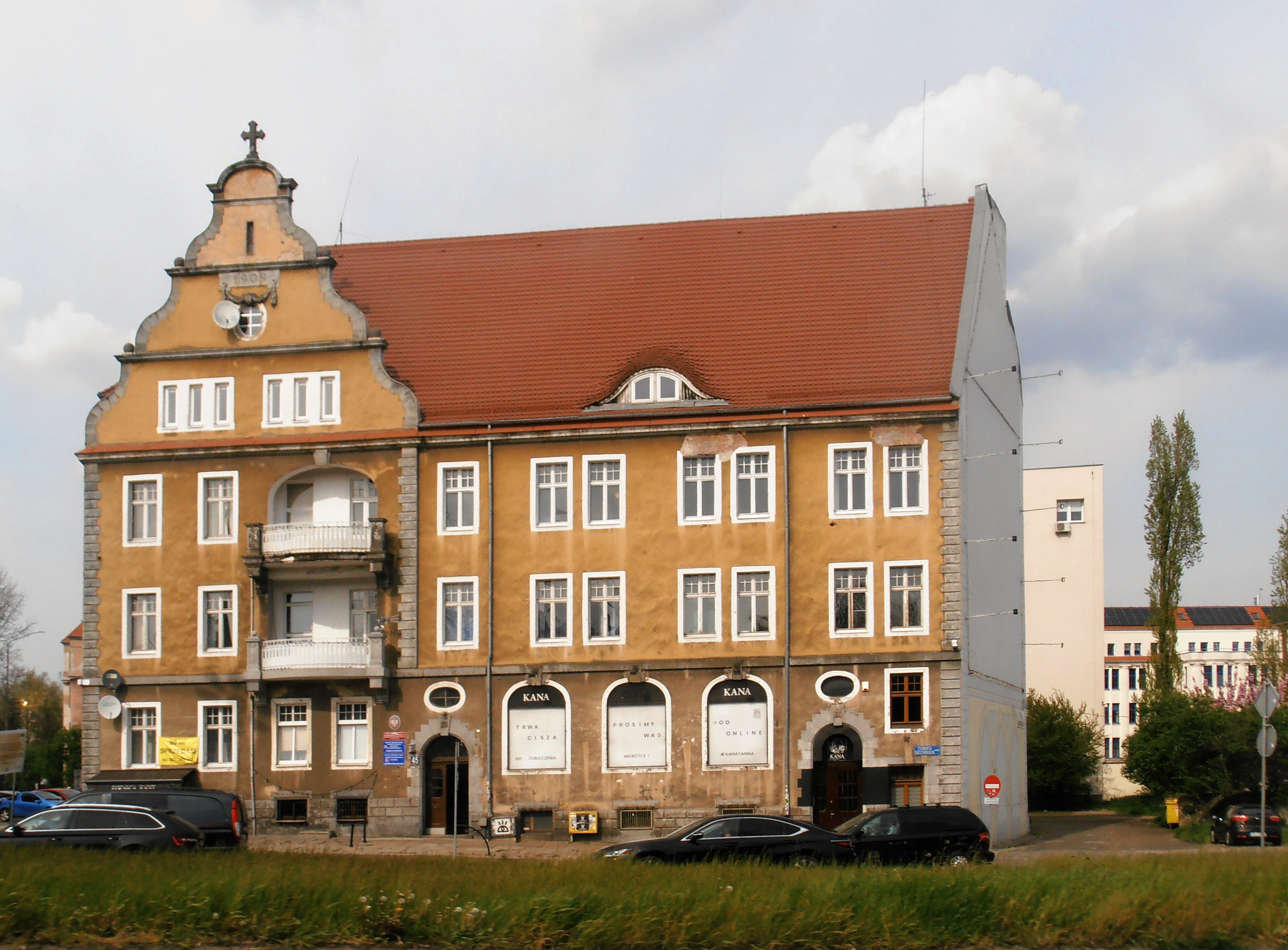
Ehemaliges Predigerhaus der St. Peter-und-Paul-Kirche in Stettin, an dessen Fassade bis 1945 sich eine Gedenktafel befand.

Hans Hoffmann wurde 1848 in Stettin als Sohn eines Pfarrers an der St.-Peter-und-Paul-Kirche geboren. Er besuchte das Marienstiftsgymnasium in seiner Geburtsstadt und studierte anschließend an der Universität Bonn, der Friedrich-Wilhelms-Universität zu Berlin und der Universität Halle, wo er 1871 zum Dr. phil. promoviert wurde. 1872 ergriff er den Beruf eines Gymnasiallehrers, der ihm wenig Freude bereitete und den er durch häufige Reisen, in die Türkei und nach Norwegen, unterbrach. Er unterrichtete am Marienstiftsgymnasium in Stettin sowie in Stolp und in Danzig.
1879 schied er aus dem Lehrerberuf aus und lebte als freier Schriftsteller. Von 1884 bis 1886 war er Leiter der Deutschen Illustrirten Zeitung in Berlin. Von 1894 bis 1902 lebte er in Wernigerode. 
Hoffmann schrieb Novellen, historische Romane, Humoresken und Gedichte. Seine Heimat Pommern spielt in seinem Werk eine wichtige Rolle. In der Novellensammlung Geschichten aus Hinterpommern (1891) behandelt er den Charakter seiner pommerschen Landsleute. Sein Roman Wider den Kurfürsten (1894) behandelt die Belagerung Stettins durch Friedrich Wilhelm, den Großen Kurfürsten, in den Jahren 1676 bis 1678.
1902 wurde Hoffmann Generalsekretär der Deutschen Schillerstiftung in Weimar. Hans Hoffmann starb 1909 im Alter von 60 Jahren in Weimar. Er war verheiratet und hatte drei Söhne und eine Tochter.

## Gedenken
Am Predigerhaus der St. Peter-und-Paul-Kirche in Stettin befand sich bis 1945 eine Gedenktafel: „Hier wurde der Pommerndichter Hans Hoffmann am 27. Juli 1848 geboren.“ In Wernigerode steht ein vom Harzclub errichteter Gedenkstein für Hans Hoffmann. 
Sein literarischer Nachlass kam überwiegend in die Wiener Stadt- und Landesbibliothek, ein Teilnachlass befindet sich im Pommerschen Landesmuseum in Greifswald. 

## Werke (Auswahl)
- Unter blauem Himmel. Novellen. Paetel, Berlin 1881. (Digitalisat)
- Iwan der Schreckliche und sein Hund. Deutsche Verlags-Anstalt, Stuttgart 1888 (Auflage 1904: urn:nbn:de:gbv:9-g-5275837).
- Von Frühling zu Frühling. Bilder und Skizzen. Paetel, Berlin 1889. (Digitalisat)
- Der eiserne Rittmeister. Roman. 3 Bände. Paetel, Berlin 1890. (Digitalisate der 4. Auflage: 1. Band: urn:nbn:de:gbv:9-g-5275807, 2. Band urn:nbn:de:gbv:9-g-5275810)
- Geschichten aus Hinterpommern. Vier Novellen. Paetel, Berlin 1891. (Digitalisat)
- Das Gymnasium zu Stolpenburg. Novellen. Paetel, Berlin 1891. (Digitalisat)
- Vom Lebenswege. Gedichte. Liebeskind, Leipzig 1893.
- Wider den Kurfürsten. Roman. Paetel, Berlin 1894. (Digitalisat Band 1, Band 2, Band 3)
- Brigitta von Wisby. 2. Auflage, Verlag von B. Elischer Nachfolger, Leipzig 1901, urn:nbn:de:gbv:9-g-5275962.